# Svaz dopravy České republiky
Svaz dopravy České republiky (SD ČR, Svaz dopravy ČR, dřívějším názvem Svaz zaměstnavatelů a podnikatelů v dopravě) je dobrovolný a nepolitický zájmový podnikatelský svaz, který vznikl po roce 1989. Od roku 1994 se začlenil pod Svaz průmyslu České republiky, který byl přejmenován na Svaz průmyslu a dopravy České republiky. Svaz dopravy je největším z 25 podnikatelských svazů sdružených ve Svazu průmyslu a dopravy ČR.[zdroj⁠?!] Je evidován u Ministerstva vnitra ČR. Sídlí v Praze.
Svaz dopravy sdružuje 143 podnikatelských subjektů dopravního zaměření, které zaměstnávají přes 140 tisíc zaměstnanců.

## Činnost
Svaz má 10 odborných sekcí:
- Železniční doprava
- Silniční doprava
- Vodní doprava
- Letecká doprava
- Městská hromadná doprava
- Podniková doprava
- Kombinovaná doprava
- Železniční opravárenství a průmysl
- Autoopravárenství
- Silniční hospodářství